# Flo Hyman
Flora Jean „Flo” Hyman (ur. 31 lipca 1954 w Los Angeles, zm. 24 stycznia 1986 w Matsue) – amerykańska siatkarka, medalistka igrzysk olimpijskich.

## Życiorys
Hyman grę w piłkę siatkową rozpoczęła gdy uczęszczała do szkoły średniej w Inglewood. Studiowała na University of Houston.
Była w składach reprezentacji Stanów Zjednoczonych, która zdobywała srebrne medale na Mistrzostwach Ameryki Północnej, Środkowej i Karaibów w 1975 Los Angeles, w 1977 w Santo Domingo i w 1979 w Hawanie, złote na tej samej imprezie w 1981 w Meksyku i 1983 w Indianapolis, brąz na mistrzostwach świata 1982 w Peru oraz srebro na Igrzyskach Panamerykańskich 1983 w Caracas. Podczas Pucharu Świata 1981 została wybrana najlepszą atakującą. Wystąpiła na igrzyskach olimpijskich 1984 w Los Angeles jako kapitan zespołu. Zagrała wówczas we wszystkich trzech meczach fazy grupowej, wygranym półfinale z Peru i przegranym finale z reprezentacją Chin.
W latach 1982–1986 grała w japońskim klubie Hisamitsu Springs. Zmarła w wieku 31 lat. Przyczyną jej śmierci było rozwarstwienie aorty w wyniku nierozpoznanego zespołu Marfana.
W 1988 znalazła się w Volleyball Hall of Fame. W latach 1987–2004 przez fundację Women's Sports Foundation przyznawana była nagroda Flo Hyman Award.
Hyman zagrała w filmie Cień czarnego orła z 1985.